# Liste rheinland-pfälzischer Künstler
Die Liste rheinland-pfälzischer Künstler umfasst Künstler, die in Rheinland-Pfalz geboren sind oder die künstlerisch in Rheinland-Pfalz wirken oder gewirkt haben. Künstlergruppen und -kooperationen werden nicht aufgeführt. Ziel der Auflistung ist es, dem Nutzer einen Überblick über die rheinland-pfälzische Künstlerszene zu geben, die einzelnen Künstler zu verifizieren und sie ihrem originären Kunstbereich zuzuordnen.
Die Liste strebt Vollständigkeit in Hinblick auf Wikipedia-Artikel an. Aufgenommen werden Künstler – nach Möglichkeit mit ihren Lebensdaten – aus den nachfolgenden Bereichen:
- Bildende Kunst einschließlich Fotografie
- Darstellende Kunst
- Literatur
- Musik
- Architektur

Die einzelnen Bereiche können durch erklärende Zusätze differenziert werden.
Für die Aufnahme eines Künstlernamens in die Liste ist das Vorliegen von Relevanz und Rezeption im Kunstdiskurs Voraussetzung, d. h., ein enzyklopädischer Artikel über den Künstler muss nach den Aufnahmekriterien der Wikipedia prinzipiell möglich sein, auch wenn der Artikel noch nicht existiert. Künstler von lediglich lokaler Bedeutung werden nicht aufgeführt.

## A
- Johann Adam Ackermann (1780–1853), Maler
- Heinrich Alken (1753–1827), Maler, Bildhauer
- Hanns Altmeier (1906–1979), Maler
- Karl Christian Andreae (1823–1904), Maler
- ANNAMALT in ihrem Atelier in Föhren/Rheinland-PfalzAnnamalt (1955-), Malerin[1]

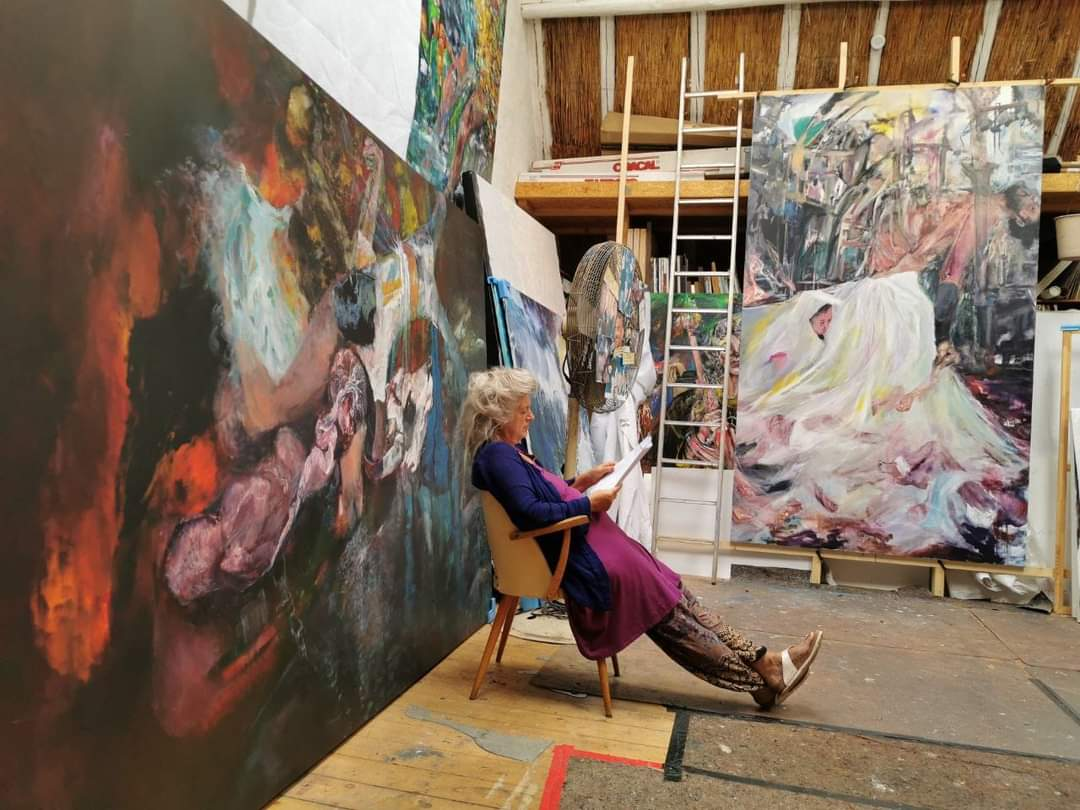
ANNAMALT in ihrem Atelier in Föhren/Rheinland-Pfalz

- Hermann Anschütz (1802–1880), Maler
- Adam Antes (1891–1984), Bildhauer, Grafiker
- Otto Antoine (1865–1951), Maler
- Giuseppe Appiani (1706–1785), Maler
- Peter Arnold (1952) Hornist, Dirigent
- Nikolai von Astudin (1847–1925), Maler

## B
- Hans Backoffen (um 1470 – 1519), Bildhauer
- Hugo Ball (1886–1927), Dadaist und Lautdichter
- Hartwig Bartz (1936–2001), Schlagzeuger
- Eduard Bäumer (1892–1977), Maler, Grafiker
- Philipp Jakob Baudrexel (1627–1691), Komponist
- Karl Baumann (1917–1997), Maler und Bildhauer
- Benedikt Beckenkamp (1747–1828), Maler
- Anni Becker (1926–2009), Sängerin, Autorin
- Ferdinand Becker (1846–1877), Maler
- Jakob Becker (1810–1872), Maler, Grafiker
- Notker Becker (1883–1978), Maler
- Johann Baptist Benz (1807–1880), Komponist
- Barbara Beran (* 1942), Malerin und Bildhauerin
- Max Bergmann (1884–1955), Maler
- Johann Martin Bernatz (1802–1878), Maler
- Gustav Adolf Bernd (1869–1942), Bildhauer
- Franz Bernhard (1934–2013), Bildhauer
- Wolfgang Blanke (* 1948), Künstler und Autor
- Edgar Blum (1928–2019), Maler, Grafiker
- Inge Blum (1924–2011), Bildhauerin
- Sebastian Böhm (* 1972), Maler und Objektkünstler
- Hilmar Boehle (1953–2009), Bildhauer
- Karl Bohrmann (1928–1998), Maler, Grafiker
- Gabriele Boiselle (* 1954), Photographin
- Aloys Boller (1825–1882), Bildhauer
- Albert Boßlet (1880–1957), Architekt
- Eberhard Bosslet (* 1953), Bildender Künstler
- Werner Brand (1933–2021), Maler und Grafiker
- Theo Brandmüller (1948–2012), Komponist
- Thomas Brenner (* 1961), Fotograf
- Johann Adam Breunig (1660–1727), Architekt
- Philipp Hieronymus Brinckmann (1709–1760), Maler
- Hermann Broermann (1908–1995), Maler
- Andreas Bruchhäuser (* 1962), Maler
- Karl Bruchhäuser (1917–2005)
- Erwin Brünisholz (1908–1943), Maler
- Wolfgang Peter Brunner (* 1948), Maler, Grafiker
- Carl Burger (1875–1950), Bildhauer
- Heinrich Bürkel (1802–1869), Maler

## C
- Richard Christ (1931–2013), Schriftsteller
- Fritz Claus (1853–1923), Heimatdichter
- Peter Concorz (1605–1658), Bildhauer
- Josef Cornelius (1849–1943), Mundartdichter und Schöpfer des Schängellieds
- Peter Cornelius (1824–1874), Komponist
- August Croissant (1870–1941), Maler
- Eugen Croissant (1898–1976), Maler und Karikaturist
- Hermann Croissant (1897–1963), Maler und Mitglied der Arbeitsgemeinschaft Pfälzer Künstler (APK)
- Karl Emil Croissant
- Michael Croissant (1928–2002), Bildhauer
- Anna Croissant-Rust (1860–1943), Schriftstellerin
- Otfried H. Culmann (* 1949), Maler

## D
- Olga David (* 1968), Malerin, Grafikerin, Illustratorin
- Heiner Deege (1920–2007), Maler und Zeichner
- Gertrude Degenhardt (* 1940), Grafikerin
- Ernst Deger (1809–1885), Maler
- Gerd Dehof (1924–1989), Bildhauer
- Karl-Heinz Deutsch (* 1940), Bildhauer
- Edgar Diehl (* 1950), Maler
- Herm Dienz (1891–1980), Maler
- Madeleine Dietz (* 1953), Bildhauerin
- Klaus Dill (1922–2000), Maler und Illustrator
- Otto Dill (1884–1957), Maler
- Karl Dillinger (1882–1941), Maler und Kunstlehrer
- Otto Ditscher (1903–1987), Maler
- Adolf Doerner (1892–1964), Maler
- Ludwig Doerr (1925–2015), Organist
- Anton Josef Dräger (1794–1833), Maler
- August Drumm (1862–1904), Bildhauer
- Thomas Duttenhoefer  (* 1950), Bildhauer und Zeichner

## E
- Martin Eckrich (* 1963), Maler, Performancekünstler sowie Schöpfer von Rauminstallationen und Plastiken
- Edgar Ehses (1894–1964), Maler
- Lothar Emrich (1943–2012), Grafiker
- Hans am Ende (1864–1918), Maler, Grafiker, Bildhauer
- Sieglinde Enders
- Gudrun Engelken (* 1958), Malerin, Bildende Kunst, Dozentin
- Helmut Erb (* 1945), Trompeter
- Robert Erbelding (1891–1965), Maler, Grafiker
- August Exter (1858–1933), Architekt
- Julius Exter (1863–1939), Maler

## F

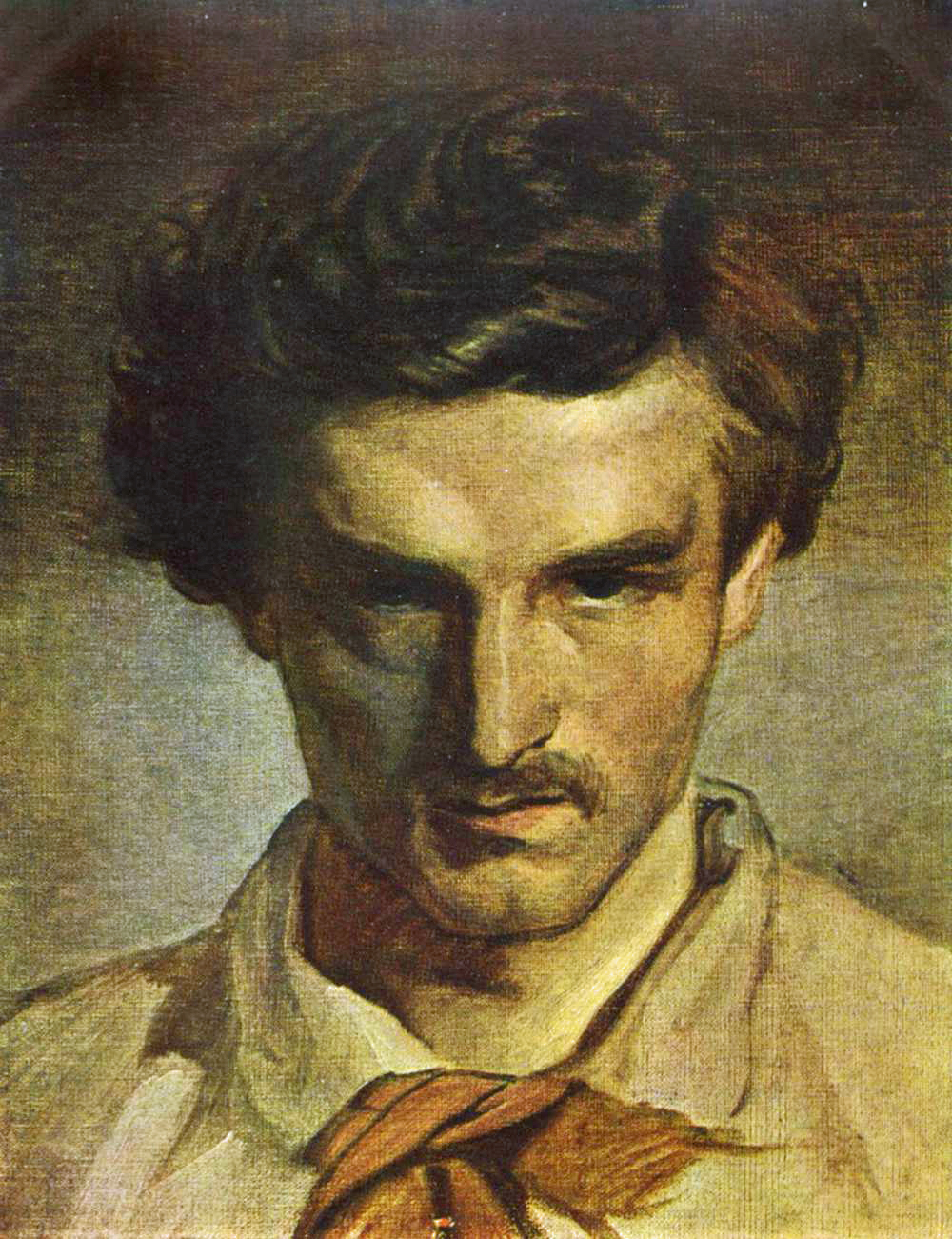
Anselm Feuerbach, Selbstbildnis, Öl auf Leinwand, 1852

- Conrad Faber von Kreuznach (um 1500 – 1553), Maler
- Susanne Faschon (1925–1995), Schriftstellerin
- Hanns Fay (1888–1957), Maler
- Ludwig Fellner (1917–2006), Maler
- Anselm Feuerbach (1829–1880), Maler
- Carl Fieger (1893–1960), Architekt
- Johanna Finkler (1863–1908), Malerin
- Carl Ludwig Fischer (1816–1877), Komponist
- Lothar Fischer (1933–2004), Bildhauer
- Ludwig Fischer (1745–1825), Opernsänger
- Peter Fitz (1931–2013), Schauspieler
- Walter Fitz (1921–1992), Schauspieler, Sänger
- Joy Fleming (1944–2017), Sängerin (Jazz, Blues)
- Jupp Flohr (1904–1958), Mundartdichter und Schauspieler
- Monika Follenius (* 1954), Malerin
- Philipp von Foltz (1805–1877), Maler
- Stefan Forler (* 1940), Bildhauer
- Edvard Frank (1909–1972), Maler
- Hanny Franke (1890–1973), Maler
- Heinrich Jakob Fried (1802–1870), Maler
- Karl Friedrich Fries (1831–1871), Maler
- Hannes Fritz-München (1896–1981), Maler
- Carl Ludwig Frommel (1789–1863), Maler
- Dieter R. Fuchs (* 1952), Schriftsteller
- Dankmar Fuhrbach (* 1941), Kunstschmied, Maler
- Marliese Fuhrmann (1934–2015), Schriftstellerin

## G
- Peter Gabrian (1922–2015), Maler

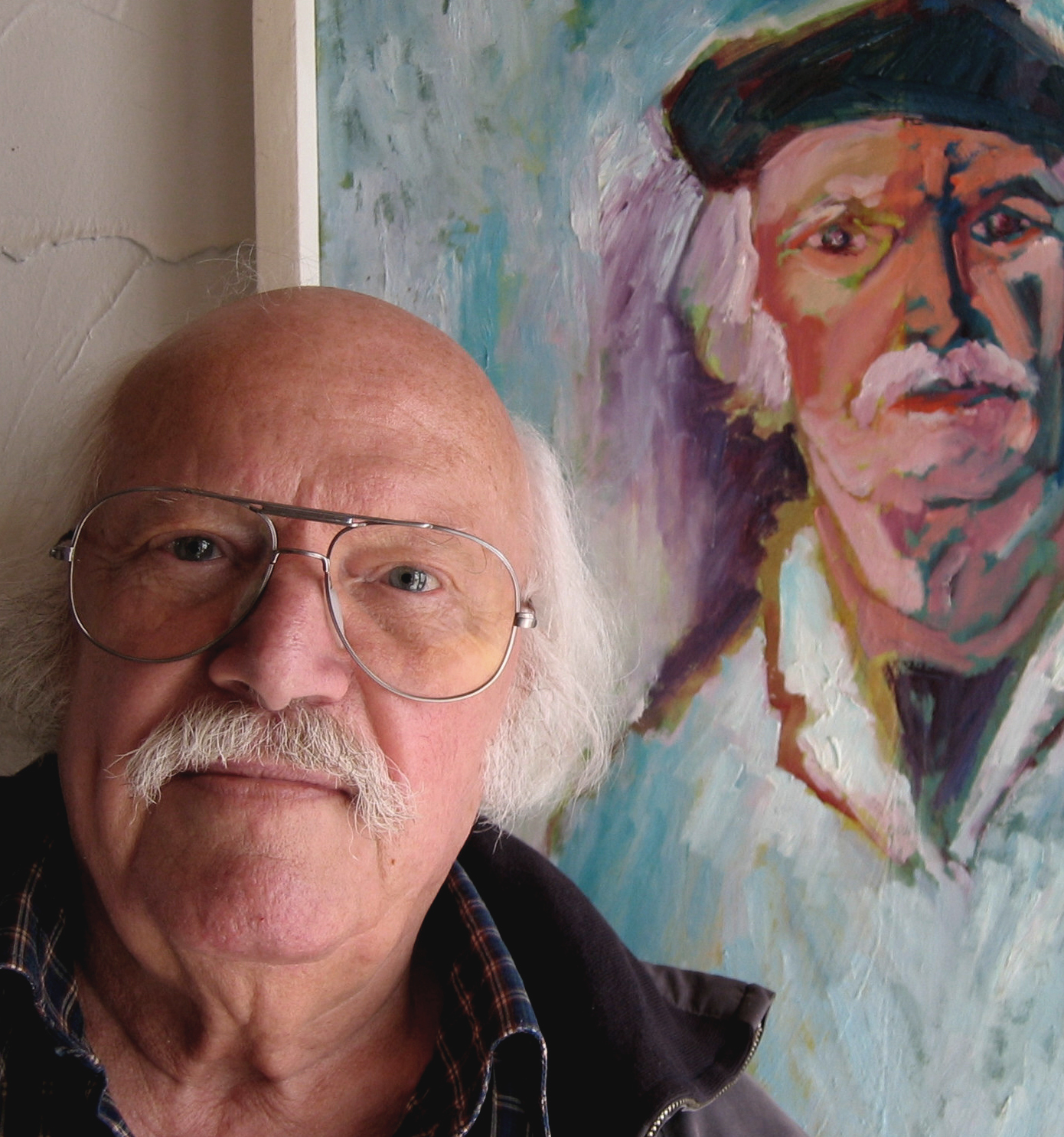
Peter Gabrian, Selbstbildnis, 2007

- Gottlieb Gassen (1805–1878), Maler
- Peter Gayer (1793–1836), Grafiker
- Sigfrid Gauch (* 1945), Schriftsteller
- Bernhard Gauer (1882–1955), Maler, Mosaikkünstler
- Ralph Gelbert (* 1969), Maler
- Georg Gensler
- Matthias Glässer (* 1970), Maler und Konzeptkünstler
- Heinrich Gogarten (1850–1911), Maler
- Karl Graf (1902–1986), Maler, Grafiker
- Mathias Graffé (* 1959), Maler, Grafiker
- Theodor Ignaz Graffé (1930–1996), Bildhauer
- Paul Grimm (1926–2018), Maler, Bildhauer
- Ludwig Grub (1930–2007), Bildhauer, Maler, Grafiker
- Werner Gürtner (1907–1991), Bildhauer
- Fabius von Gugel (1910–2000), Maler, Grafiker

## H
- Peter Haese (* 1936), Maler
- Hajo Hangen
- Peter Halm (1854–1923), Grafiker

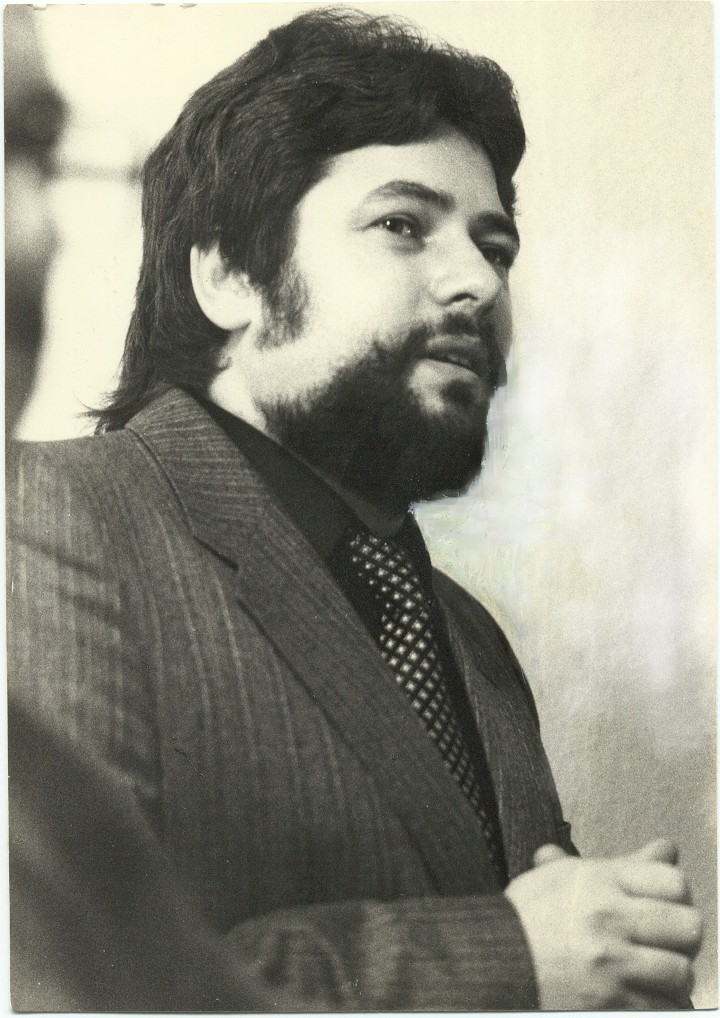
Werner Holz (1948–1991)

- Philipp Harth (1885–1968), Bildhauer
- Ludwig Hartmann (1881–1967), Pfälzer Mundartdichter und Herausgeber von Mundartliteratur
- Otto Hartloff (1909–1977), Maler
- Aloisia Hartmeier
- Johann Hartung (1821–?), Bildhauer
- Theobald Hauck (1902–1980), Bildhauer
- Albert Haueisen (1872–1954), Maler
- Emil van Hauth (1899–1974), Maler, Grafiker
- Georg Heieck (1903–1977), Maler
- Peter Heieck (1898–1986), Maler
- Sabine Heinefetter (1809–1872), Sängerin (Sopran)
- Andreas Helmling (1959–2019), Bildhauer
- Rudolf Henn (1880–1955), Bildhauer
- Ludwig Herthel (1887–1965), Maler
- Johann Kaspar Herwarthel (1675–1720), Architekt
- Reinhard Heß (1904–1998), Maler, Glasmaler
- Eduard von Heuss (1808–1880), Maler, Grafiker
- Hans Robert Hiegel (* 1954), Architekt
- Jacob Hilsdorf (1872–1916), Fotograf
- Theodor Hilsdorf (1868–1944), Fotograf
- Hans Ruprecht Hoffmann (um 1545–1617), Bildhauer
- Eugen Hönig (1873–1945), Architekt
- Gerhard Hofmann (* 1960), Maler, Grafiker
- Annette Hollywood (* 1969), Künstlerin und Filmemacherin
- Werner Holz (1948–1991), Maler
- Hermann Hoormann (1933–2022), Maler, Grafiker
- Wilhelm Hornberger (1819–1882), Bildhauer
- Armin Hott (* 1960), Grafiker
- Petra Hüther (* 1961), Malerin und Bautechnikerin
- Karl Hufnagel (1906–1995), Maler, Kunsterzieher

## J
- Edgar John (1913–1996), Maler, Grafiker
- Friedrich Jossé (1897–1994), Maler

## K
- Otto Kallenbach (1911–1992), Bildhauer
- Siegfried Kärcher (* 1974), Maler und Medienkünstler
- Georg Karbach
- Heinz Kassung (1935–2013), Maler
- Nicole Kaufmann (* 1973), Schauspielerin, Sängerin und Kabarettistin
- Myriam Keil (* 1978), Autorin
- Gabriele Keiser (* 1953), Autorin
- Klaus Heinrich Keller (1938–2018), Maler
- Joseph Kellerhoven (1789–1849), Maler
- Ludwig Kern (1902–1942), Bildhauer
- Charlotte Kerner (* 1950), Schriftstellerin
- Franz von Kesselstatt (1753–1841), Maler
- Adolf Kessler (1890–1974), Maler
- Charles Maria Kiesel (1903–1971), Grafiker und Widerstandskämpfer
- Hans Kindermann (1911–1997), Bildhauer
- Jochen Kitzbihler (* 1966), Bildhauer
- Philipp Klöter (1891–1961), Maler
- Hajo Knebel (1929–2006), Schriftsteller
- Ferdinand Kobell (1740–1799), Maler, Kupferstecher und Radierer
- Erich Koch (1924–2014), Bildhauer
- Gérard Koch (1926–2014), Bildhauer
- Jörg Koch (* 1968), Schriftsteller
- Peter Koch (1874–1956), Maler
- Christian Philipp Koester (1784–1851), Maler
- Anton Kokl (* 1949), Maler, Bildhauer
- Fritz Korter (1892–1945), Bildhauer
- Georg Krajewski (1925–2007), Maler
- Paul Kratz (1884–1958), Bildhauer
- Sigmar Kratzin (1940–2023), Maler
- Ute Krautkremer (* 1958), Bildhauerin, Malerin, Objektkünstlerin
- Susanne Krell (* 1955), Malerin, Grafikerin, Videokünstlerin
- Pitt Kreuzberg (1888–1966), Maler
- Emil Krieger (1902–1979), Bildhauer, Grafiker
- Michael Kropp (* 1960), Bildhauer
- Livia Kubach (* 1966), Bildhauerin
- Wolfgang Kubach (1936–2007), Bildhauer
- Anna Kubach-Wilmsen (1937–2021), Bildhauerin
- Gerhard von Kügelgen (1772–1820), Maler
- Ernst W. Kunz (1912–1985), Maler

## L
- Edgar Landherr (* 1945), Maler
- Georg Lang (1884–1944), Zeichner
- August Gustav Lasinsky (1811–1870), Maler
- Johann Adolf Lasinsky (1808–1871), Maler
- David D. Lauer (1939–2014), Bildhauer
- Robert Lauth (1896–1985), Maler
- Kurt Lehmann (1905–2000), Bildhauer
- Erwin Lehn (1919–2010), Pianist, Komponist und Orchesterleiter (Südfunk-Tanzorchester des SWR)
- Jakob Lehnen (1803–1847), Maler
- Daniel Moriz Lehr (* 1954), Maler, Bildhauer
- Thomas Lehr (* 1957), Schriftsteller
- Carl Leibl (1784–1870), Komponist, Organist
- Franz Conrad Linck (1730–1793), Bildhauer
- Franz Lind (1900–1967), Bildhauer
- Ludwig Lindenschmit der Ältere (1809–1893), Maler
- Ludwig Lindenschmit der Jüngere (1850–1922), Maler
- Wilhelm Lindenschmit der Ältere (1806–1848), Maler
- Wilhelm von Lindenschmit der Jüngere (1829–1895), Maler

## M

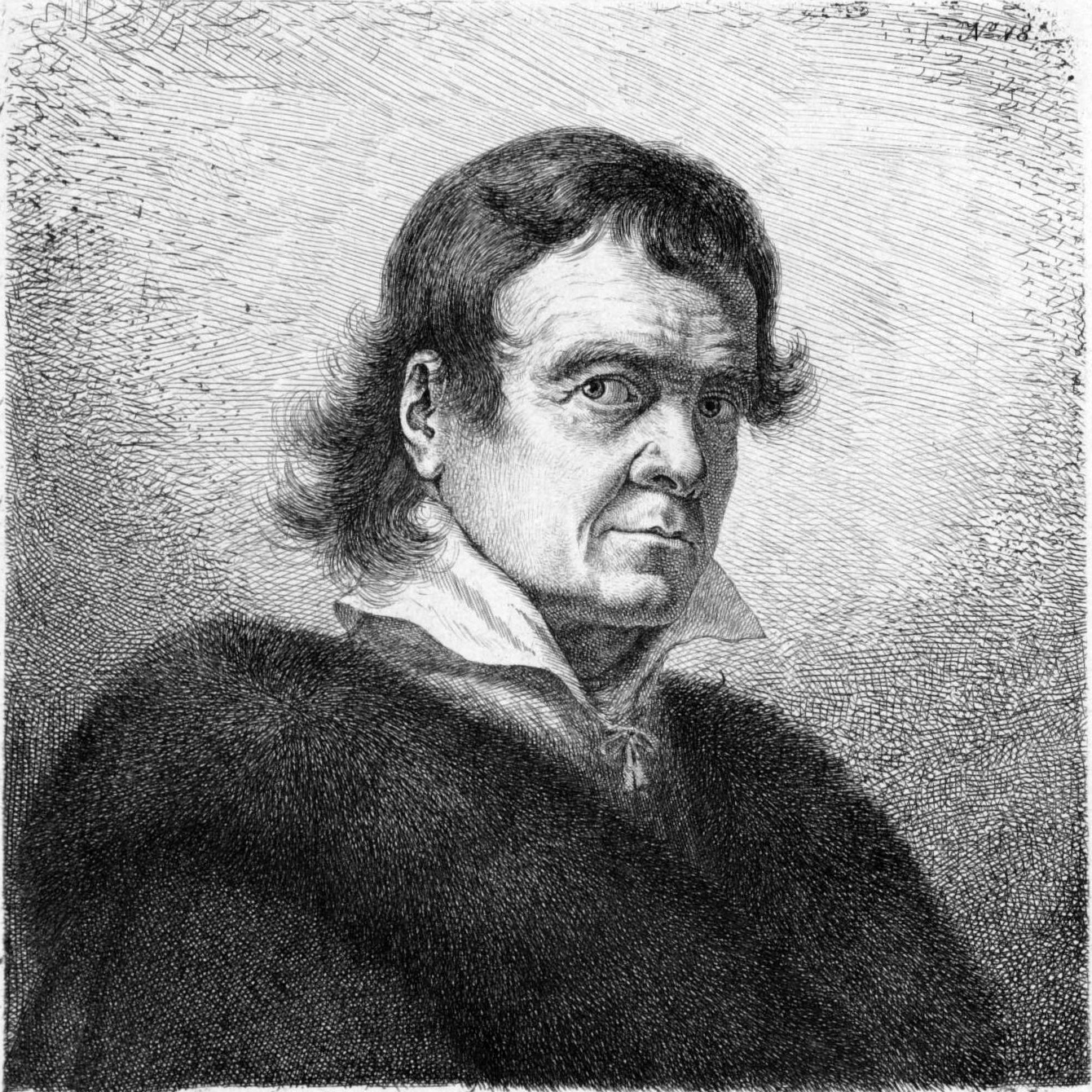
Friedrich Müller (1739–1825), genannt Maler-Müller

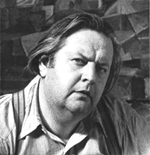
Rolf Müller-Landau, 1953, Pfälzische Sezession

- Josef Mages (1895–1977), Bildhauer
- Conrad Mannlich (1700–1758), Maler
- Johann Christian von Mannlich (1741–1822), Maler und Architekt
- Christiane Maether (* 1941), Malerin
- Walter Markert (1926–2006), Maler
- Waltraud Markmann Kawinski (1931–2012), Malerin, Grafikerin, Schriftstellerin
- Jacob Marrel (1614–1681), Maler
- Jörg Matheis (1970–2023), Schriftsteller
- Hilde Mattauch (1910–2002), Sopranistin
- Johann Philipp Mattlener (1785–1857), Architekt
- Wolf Mayer (* 1956), Pianist
- Meister des Hausbuches (um 1470–1505), Maler
- Conrat Meit (1470/1480–1550/1551), Bildhauer
- Ludwig von Mellinger (1849–1929), Architekt
- Jean Metten (1884–1971), Maler
- Wilhelm Metz (1828–1888), Zeichenlehrer, Komponist und Kirchenmusiker
- Markus Meurer (* 1959), bildender Künstler
- Gernot Meyer-Grönhof (* 1951), Maler und Bildhauer
- Karl Möllinger (1822–1895), Architekt
- Philipp Mohler (1908–1982), Komponist
- Mole & Wolfrhine (Künstlerduo)
- Ludwig Alois Molitor (1817–1890), Komponist
- Wilhelm Molitor (1819–1880), Dichter, Schriftsteller
- Clément Moreau (1903–1988), Grafiker
- Karl Josef Ignatz Mosler (1788–1860), Maler
- Friedrich Müller, genannt „Maler Müller“ (1749–1825)
- Johann Georg Müller (1913–1986), Maler, Grafiker
- Nikolaus Müller (1770–1851), Maler, Schriftsteller
- Norbert Müller-Everling (* 1953), Maler
- Rolf Müller-Landau (1903–1956), Maler
- Bruno Müller-Linow (1909–1997), Maler, Grafiker
- Veit Müller (* 1952), Schriftsteller
- Paul Münch (1879–1951), Mundartdichter
- Alfred Mumbächer (1888–1953), Maler
- Richard Mund (1885–1968), Maler des Spätimpressionismus
- Tony Munzlinger (* 1934), Maler und Cartoonist
- Fritz Muth (1865–1943), Maler

## N
- Valentin Nagel (1891–1942), Maler
- Thomas Nast (1840–1902), deutsch-amerikanischer Karikaturist

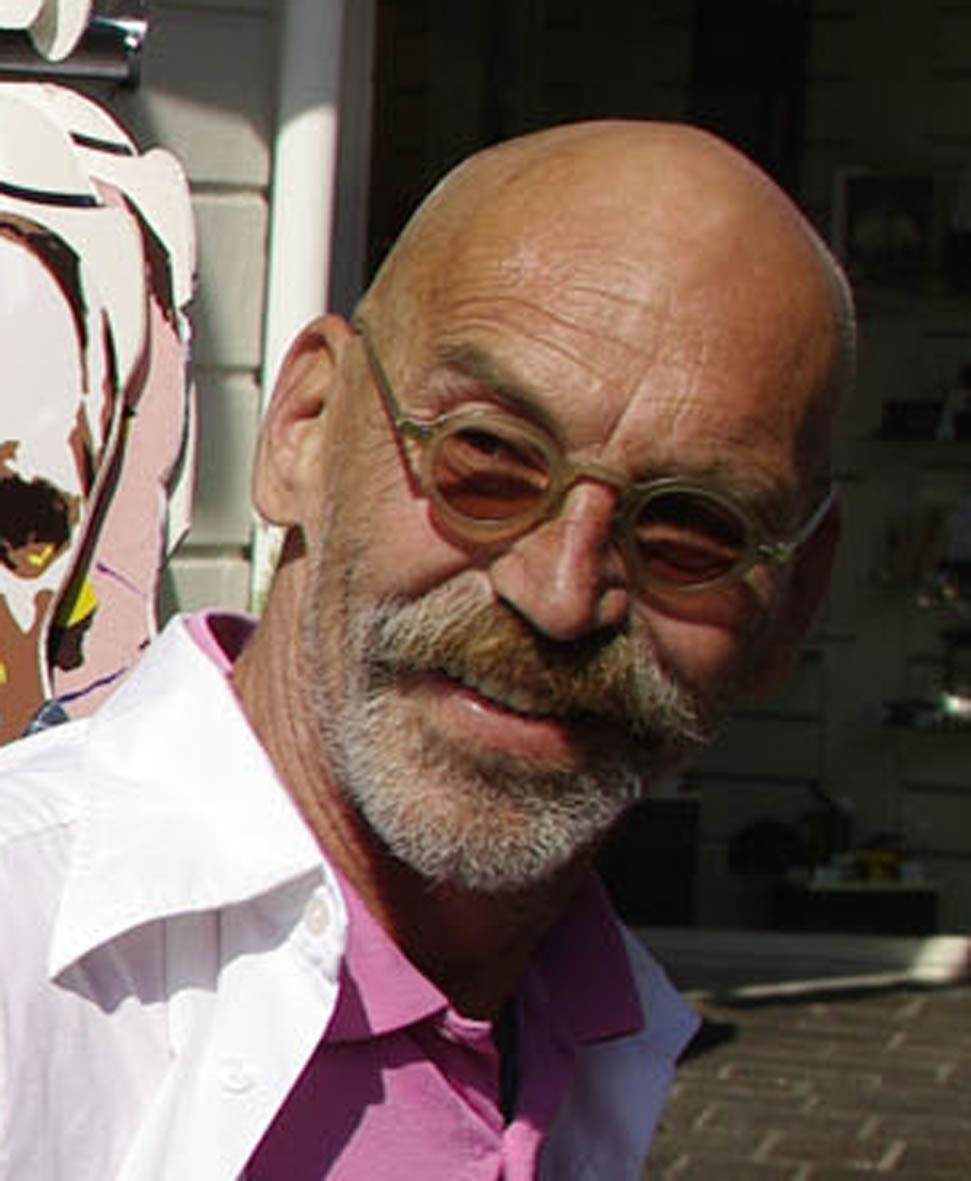
Edward Naujok, 1949–2016, Bildhauer und Konzeptkünstler

- Edward Naujok, 1949–2016, Bildhauer und Konzeptkünstler Edward Naujok (1949–2016), Bildhauer, Konzeptkünstler
- Johann Martin Niederée (1830–1853), Maler
- Joseph Niedhammer (1851–1908), Komponist

## O
- Günther Oellers (1925–2011), Bildhauer
- Veronika Olma (* 1962), Malerin
- Karl Orth (1869–1942), Maler
- Karlheinz Oswald (* 1958), Bildhauer

## P

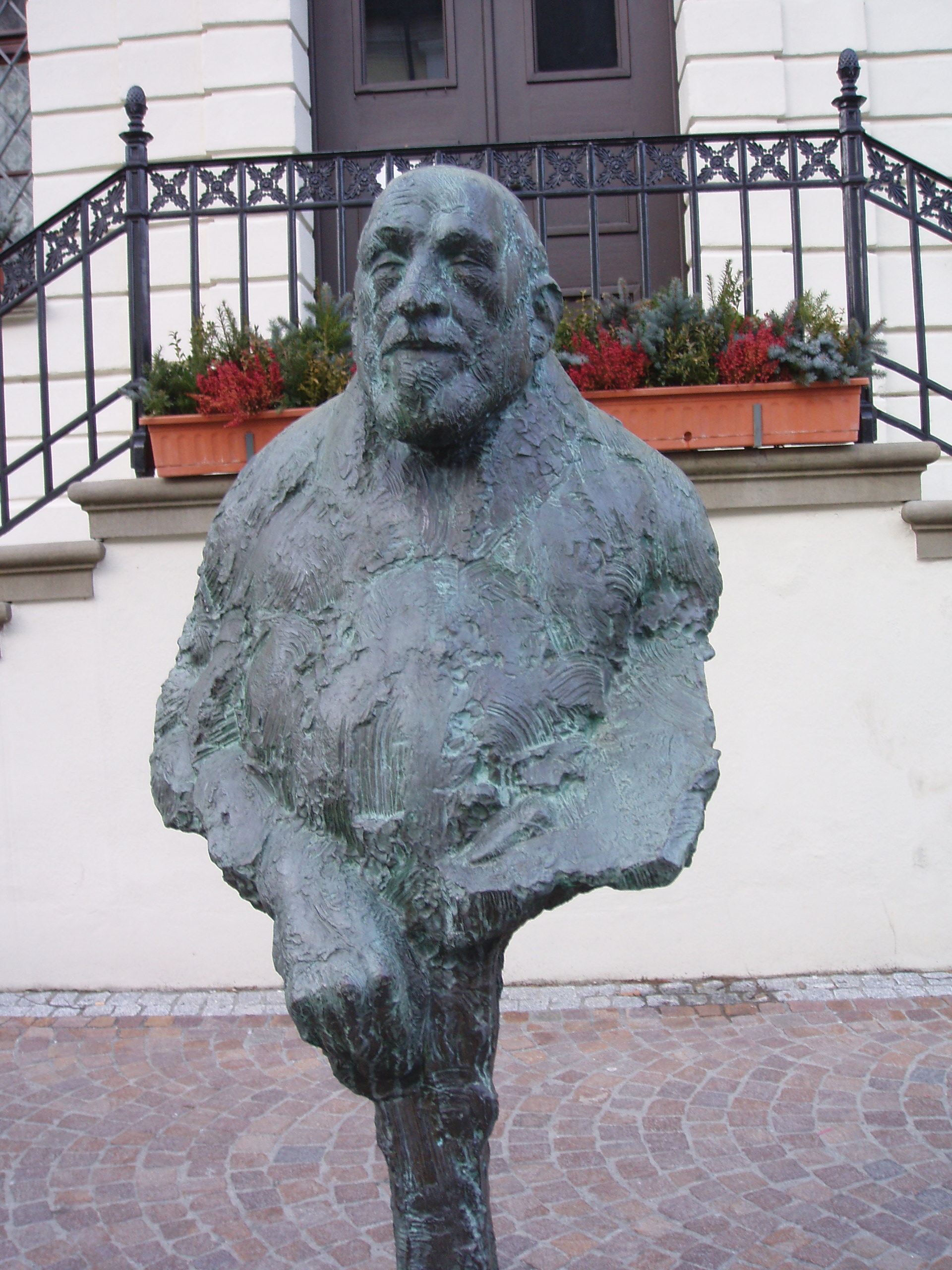
Hans Purrmann, Porträtstele in Langenargen von Wieland Förster, 1980

- Edith Peres-Lethmate (1927–2017), Bildhauerin
- Rudolf von Perignon (1880–1959), Architekt
- Philipp Perron (1840–1907), Bildhauer
- Walter Perron (1895–1970), Maler und Bildhauer
- Nicola Perscheid (1864–1930), Fotograf
- Christoph Karl Ludwig von Pfeil (1712–1784), Dichter
- Theodor Pixis (1831–1907), Maler und Illustrator
- Arno Platzbecker (1894–1956), Maler
- Eric Pohl-Cammin
- Michael Post (* 1952), Maler und Objektkünstler
- Emil Preetorius (1883–1973), Grafiker
- Hans Purrmann (1880–1966), Maler und Grafiker

## Q

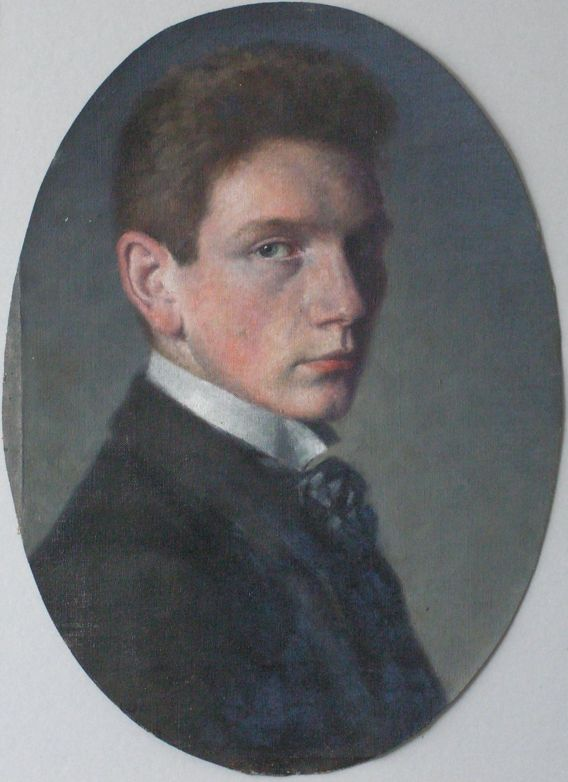
Fritz Quant: Selbstporträt.

- Fritz Quant (1888–1933), Maler und Grafiker

## R
- Stephan Rahn, Pianist
- Johann Anton Ramboux (1790–1866), Maler
- Regina Reim (* 1965), Malerin, Grafikerin
- Gottfried Renn (1818–1900), Holz- und Steinbildhauer
- Heinrich Rettig (1900–1974), Architekt
- Christa-Louise Riedel (* 1943), Bildhauerin, Malerin, Objektkünstlerin
- Johann Jakob Rieger (1754–1811), Maler
- Franziska Riotte (1845–1922), Malerin
- Erich Rockenbach (1911–1984), Maler
- Emy Roeder (1890–1971), Bildhauerin
- Peter Rösel (* 1966), Maler, Videokünstler
- Theo Rörig (1940–2022), Bildhauer
- Heinrich Rohr (1902–1997), Komponist
- Theodore von Rommel (1870–1950), Schriftstellerin
- Johann Heinrich Roos (1631–1685), Maler, Grafiker
- Eugen Roth (1925–2011), Maler, Bildhauer
- Eduard Rottmanner (1809–1843), Komponist
- Christian Ruben (1805–1875), Maler, Glasmaler
- Carl Rüdell (1855–1939), Architekt, Maler
- Johannes Ruland (1744–1830), Maler, Kupferstecher
- Johann Gerhard Ruland  (1785–1854), Maler, Zeichner, Lithograf
- Aloys Rump (* 1949), Maler, Objektkünstler
- Gernot Rumpf (1941–2025), Bildhauer
- Otto Rumpf (1902–1984), Bildhauer
- Max Rupp (1908–2002), Maler

## S
- Georg Saal (1817–1870), Maler

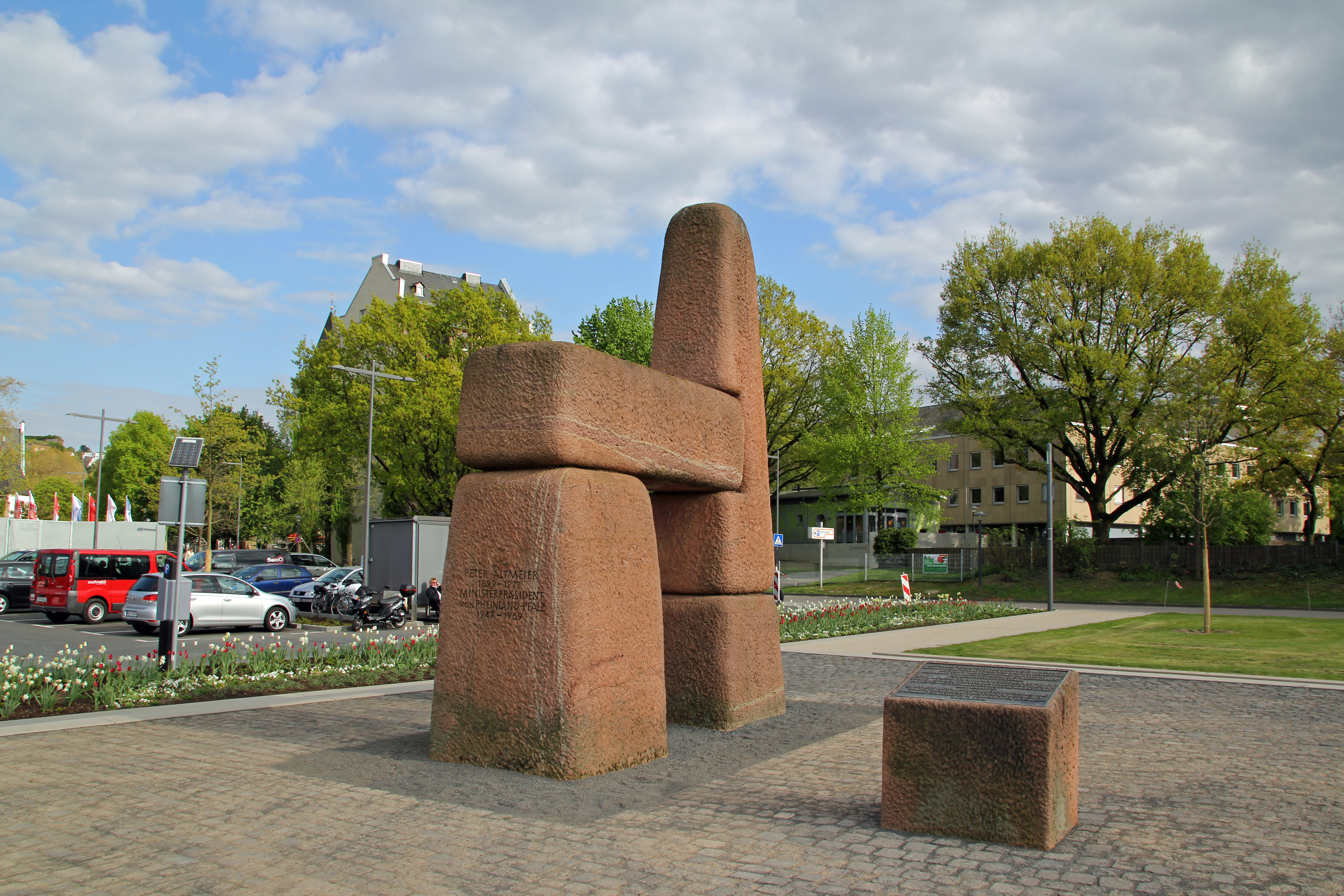
Das Peter-Altmeier-Denkmal in Koblenz von Horst Schwab, 1981

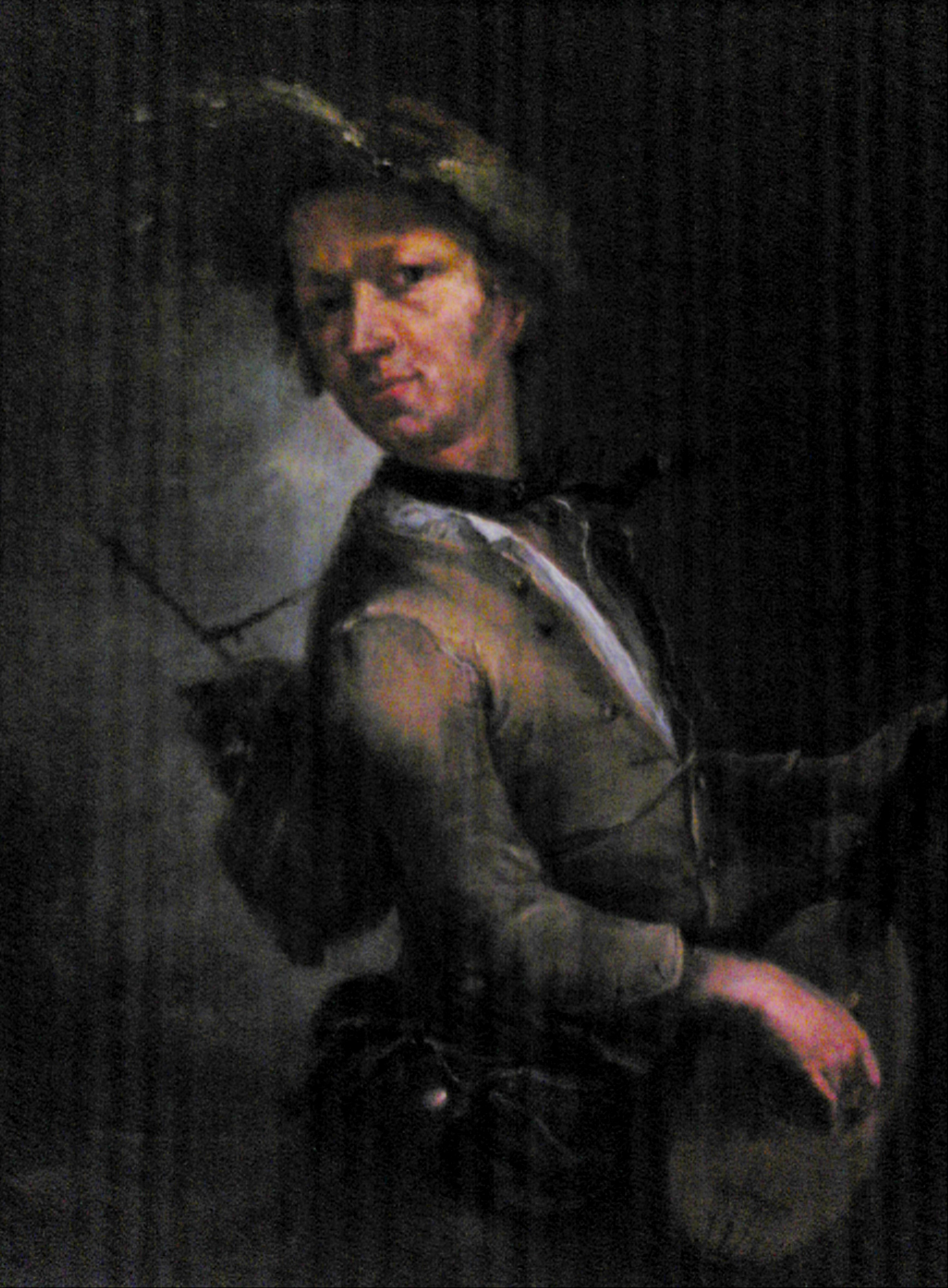
Johann Conrad Seekatz, Selbstbildnis, 1760

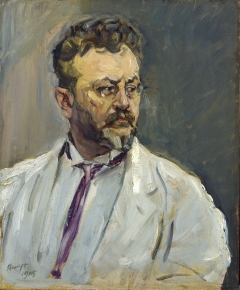
Max Slevogt, Selbstbildnis 1915

- Martha Saalfeld (1898–1976), Schriftstellerin
- Rolf Sackenheim (1921–2006), Grafiker
- August Sander (1876–1964), Fotograf
- Otmar Sattel
- Erich Sauer (* 1931), Bildhauer
- Karl-Ludwig Sauer (* 1949), Maler
- Hermann Sauter (1892–1981)
- Hedwig Schäffer (1879–1963), Malerin
- Josefine Schalk (1850–1919), Malerin
- Rudolf Scharpf (1919–2014), Maler, Grafiker
- Addi Schaurer (1912–1990), Maler, Grafiker
- Rudi Scheuermann (1929–2016), Bildhauer
- Heinz Schifferdecker (1889–1924), Maler
- Johann Schlesinger (1768–1840), Maler
- Johann Adam Schlesinger (1759–1829), Maler
- Jakob Schlesinger (1792–1855), Maler und Restaurator
- Peter Schmid (1769–1853), Maler, Zeichner
- Georg Friedrich Schmiegd (1688–1753), Holz- und Steinbildhauer
- Franz Schmitt (1816–1891), Maler
- Georg Joachim Schmitt (* 1963), Maler, Grafiker, Autor
- Georg Philipp Schmitt (1808–1873), Maler
- Josef Schmitt, Maler
- Harald Schneider (* 1962), Schriftsteller
- Anton Schneider-Postrum (1869–1943), Maler
- Johann Kaspar Schneider (1753–1839), Maler
- Oliver Schollenberger (* 1961), Maler
- Frank Schreiber (* 1973), Filmkomponist
- Hermann Schroeder (1904–1984), Komponist
- Carl Schubart (1820–1889), Maler, Grafiker
- Georg Schubert (1899–1968), Bildhauer
- Horst Schwab (1935–2017), Maler und Bildhauer
- Jakob Schwarzkopf (1926–2001), Glasmaler
- Johann Christoph Sebastiani (1640–1704), Architekt und Hofbaumeister
- Karl Ludwig Seeger (1808–1866), Maler
- Georg Christian Seekatz (1722–1788), Maler
- Georg Friedrich Christian Seekatz (1683–1750), Maler
- Johann Conrad Seekatz (1719–1768), Maler
- Johann Ludwig Seekatz (1711–1783), Maler
- Johann Martin Seekatz (1680–1729), Maler
- Anna Seghers (1900–1983), Schriftstellerin
- Tanja Selzer (* 1970), Malerin
- Johann Jakob Serr, Maler
- Joseph Settegast (1813–1890), Maler
- Michael Seyl (* 1963), Maler und Lichtkünstler
- Karin Seven (* 1964), Schauspielerin
- Nathaniel Sichel (1843–1907), Maler
- Max von Siebert (1829–1901), Architekt
- August Siegert (1820–1883), Maler
- Theo Siegle (1902–1973), Bildhauer
- Max Slevogt (1868–1932), Maler
- Emmerich Smola (1922–2011), Dirigent
- Charles-Frédéric Soehnée (1789–1878), Maler
- Malte Sonnenfeld (eigentlich Michael Koslar) (* 1967), Maler
- Henriette Sontag (1806–1854), Opernsängerin
- Johann Bernhard Spatz (1782–1840), Architekt
- Wolf Spitzer (1940–2022), Bildhauer
- Josef Steib (1898–1957), Maler, Grafiker
- Heinrich Steiner (1911–2009), Maler
- Ludwig von Stempel (1850–1917), Architekt
- Joseph Karl Stieler (1781–1858), Maler
- Heinrich Strieffler (1872–1949), Maler
- Richard Stumm (1900–1971), Kunstmaler und Grafiker
- Janez Šubic (1850–1889), Maler

## T

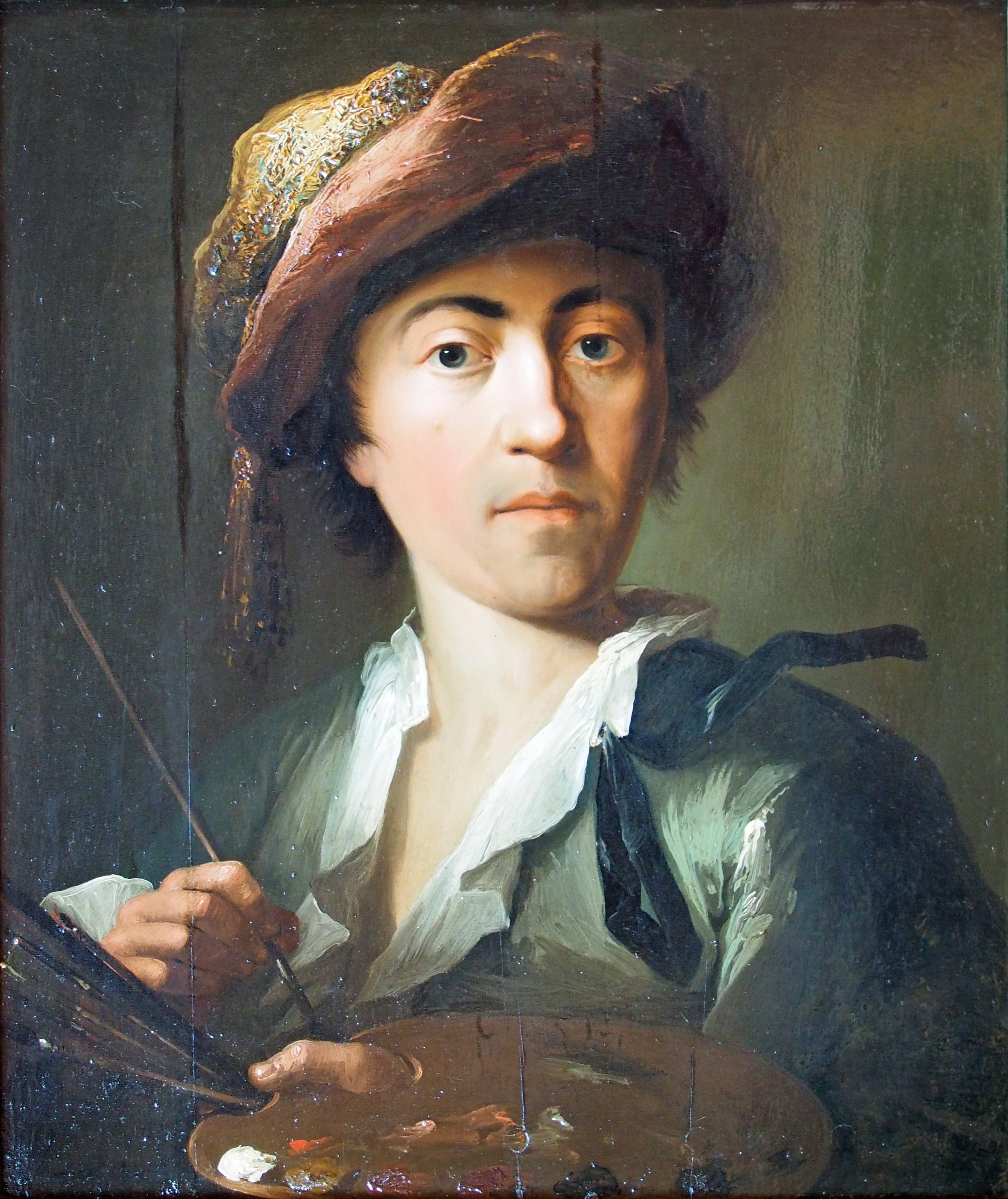
Johann Georg Trautmann, Selbstbildnis

- Johanna Terwin (1884–1962), Schauspielerin
- Heiner Thiel (* 1957), Bildhauer und Kurator
- Wolfgang Thiel (* 1951), Bildhauer
- Manuel Thomas (* 1940), Schriftsteller, Maler
- Johann Georg Trautmann (1713–1769), Maler und Grafiker
- Johann Trübenbach († 1781), Maler

## U
- Karl Unverzagt (1915–2007), Maler, Bildhauer

## V
- Dieter Villinger (* 1947), Maler
- Cora Volz (* 1966), Bildhauerin
- Wilhelm Vorholz (1884–1960), Architekt und Maler

## W
- Hans Wagner (1905–1982), Bildhauer
- Karl Wagner (1821–1869), Architekt
- Ludwig Waldschmidt (1886–1957), Maler und Grafiker
- Helmut Wanschap (1911–1987), Maler
- Jürgen Waxweiler (* 1962), Bildhauer
- Willy Weber (1895–1959), Maler
- Rosmarien Weber-Markert (1927–2010), Malerin
- Gerd Weiland (* 1945), Maler, Bildhauer
- Hans Weis
- Gottlieb Welté (1748–1792), Maler
- Franziskus Wendels (* 1960), Maler
- Klaus Rudolf Werhand (1938–2009), Kunstschmied, Bildhauer
- Fritz Wiedemann (1920–1987), Maler, Bildhauer
- Rudolf Wild-Idar (1871–1960), Maler
- Ludwig Wilding (1927–2010), Maler, Objektkünstler
- Fritz von Wille (1860–1941), Maler
- Otto Wilms (1915–1992), Heimat- und Mundartdichter
- Lilli Wislicenus-Finzelberg (1872–1939), Bildhauerin
- Josef Wittlich (1903–1982), Maler
- Anton Woensam (1500–1541), Maler
- Daniel Wohlgemuth
- Joseph Wolff (1841–1903), Sänger (Tenor)
- Karl August Woll (1834–1893), Dichter
- Elmar Worgull (* 1949), Maler, Grafiker
- Erwin Wortelkamp (* 1938), Maler, Bildhauer
- Arnold Wühl (* 1946), Bildhauer
- Bernhard Würschmitt (1788–1853), Bildhauer
- Fritz Wunderlich (1930–1966), Sänger (Tenor)

## Z

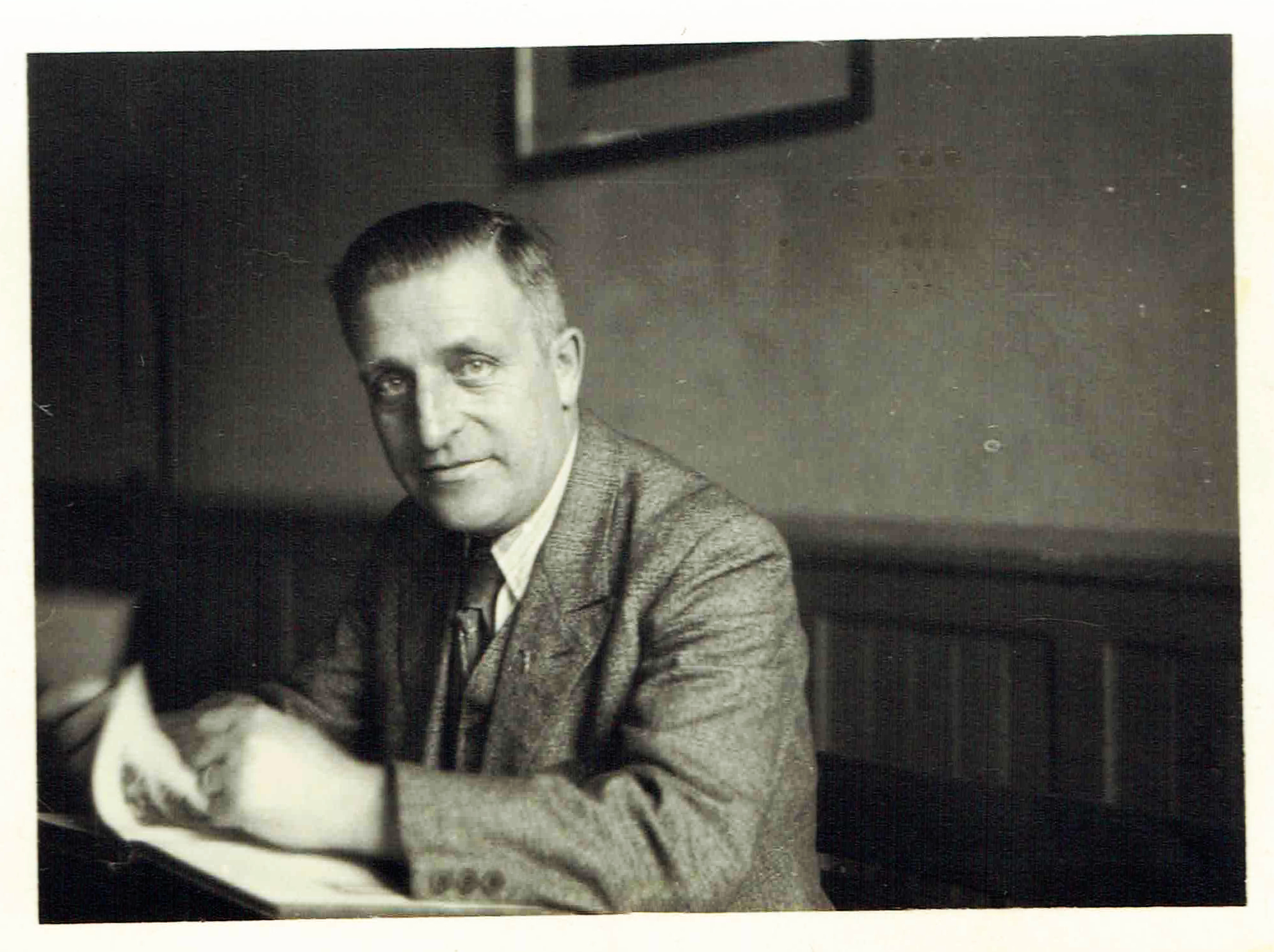
Alfons Zeileis, Der Maler Alfons Zeileis 1936 im Alter von 49 Jahren

- Burkard Zamels (um 1690 – 1757), Bildhauer
- Alfons Zeileis (1887–1963), Maler
- Günther Zeuner (1923–2011), Bildhauer
- Alexander Zick (1845–1907), Maler
- Januarius Zick (1730–1797), Maler
- Karl-Roland Ziellenbach
- Fritz Zolnhofer (1896–1965), Maler
- Volker Zotz (* 1956), Lyriker, Schriftsteller, Philosoph
- Heinrich von Zügel (1850–1941), Maler